# Embrayeur
En linguistique, un embrayeur (ou indicateur, ou indice de l'énonciation) est une unité renvoyant à l'énonciation et participant à l'actualisation d'un énoncé comme les pronoms « je » et « tu » (ou « nous » et « vous ») qui désignent l'émetteur et le récepteur du propos, les adjectifs démonstratifs et possessifs qui y renvoient, les adverbes de lieu (« ici » et « là »), les adverbes de temps (« maintenant », « aujourd'hui » ou « hier »).

## Présentation générale
- Malgré son sens général assez vague, un embrayeur est apte à représenter la réalité extralinguistique, appelée référent. Mais cette représentation s'opère de manière tout à fait relative : en effet, l'identification de l'objet désigné ne peut être réalisée sans connaître la situation d'énonciation.

Soit par exemple, le représenté du pronom « je » dans l'énoncé : « Je vais me coucher ». Si l'on sait que c'est Paul qui a prononcé cette phrase, on peut en déduire dans ce cas, que « je » représente Paul. Si au contraire, on ignore qui a prononcé cette même phrase, on ne peut identifier qui est désigné par « je ».
- D'après Émile Benveniste (Problèmes de linguistique générale 1, p. 253), les embrayeurs « délimitent l'instance spatiale et temporelle coextensive et contemporaine de la présente instance de discours contenant je ».

Par exemple dans (P) « Mirabelle dit : J'y vais demain », « Mirabelle » est un GN désignant le locuteur (ce n'est pas un embrayeur car les GN n'actualisent pas la phrase), « J'  » est un pronom personnel se référant au locuteur « Mirabelle », « y » est un adverbe de lieu se référant à la situation d'énonciation, et « demain », un adverbe de temps se référant aux circonstances temporelles de la situation d'énonciation (on a besoin du contexte pour désambiguïser les deux derniers embrayeurs).
- Un embrayeur est toujours en relation avec l'instance de discours. Ainsi lorsque le discours devient récit ou histoire, on utilise des termes correspondants qui ne sont plus des embrayeurs : par exemple, dans la transposition du discours direct en discours indirect, « je » devient « il », « hier » devient « la veille », etc.
- Les embrayeurs renvoient, soit aux actants, soit aux circonstants de l'énonciation.
  - Les premiers se réfèrent à l'énonciateur ou au destinataire, et sont appelés  embrayeurs subjectifs ou embrayeurs personnels.
  - Les seconds se réfèrent aux circonstances de l'énonciation, circonstances de lieu (ils sont alors appelés embrayeurs spatiaux ou embrayeurs locatifs), ou circonstances de temps (ils sont alors appelés embrayeurs temporels).

Le mot déictique est parfois employé comme synonyme d'embrayeur. Cependant, au sens strict, le déictique est un embrayeur particulier, réservé à l'usage oral, souvent accompagné d'un geste de monstration, et destiné par conséquent, à la seule localisation spatiale (les démonstratifs sont souvent employés comme déictiques : « ici », « ça », « ce livre-là »…). On trouve également le mot déictique pour désigner un embrayeur indifféremment spatial ou temporel.

## Embrayeurs de la première personne
Le « je » s'identifie par le seul fait que l'énonciateur prononce ce mot. La présence de l'énonciateur se manifeste par les embrayeurs suivants

### Marques de la première personne
Les marques de la première personne concernent, non seulement la première personne du singulier ou du pluriel, mais également, toute personne ayant cette valeur :
Demain, on va à la campagne.
Pour « Demain, nous allons à la campagne. »
- Ces embrayeurs concernent la terminaison des verbes conjugués, les pronoms personnels (« je, me, moi, nous... ») et les possessifs, adjectifs et pronoms (« mon, ma, mes, notre, mien… »).
- Sont également concernés de nombreux termes relationnels ou affectifs pour lesquels est sous-entendu un possessif de la première personne :

J'ai rencontré un ami. Grand-père m'a téléphoné. Bébé est malade.
Pour : « J'ai rencontré un de mes amis » ; « Mon grand-père m'a téléphoné » ; « Notre bébé est malade ».

### Mode impératif, phrase interrogative directe et apostrophe
Ces trois indices témoignent de la double présence de l'énonciateur et du destinataire.
Réponds-moi. Quelle heure est-il ? Antoine, il commence à pleuvoir.

### Marques des sentiments de l'énonciateur
Ce type d'embrayeur, généralement appelé modalisateur du discours, permet à l'énonciateur d'exprimer, vis-à-vis de son énoncé, ses émotions et ses jugements (affectivité et évaluation). Grâce aux modalisateurs, l'énonciateur va pouvoir nuancer la vérité de son énoncé, et exprimer le degré de certitude que celui-ci accorde à ses propres paroles. D'un point de vue sémantique, un modalisateur ne se rapporte pas à un élément de la syntaxe, mais à l'énonciation, plus précisément, au rapport entre énonciateur et destinataire. N'étant pas une catégorie grammaticale précise, un modalisateur peut consister en :
- Un choix lexical particulier

Par exemple, un mot péjoratif ou mélioratif :
J'ai visité sa résidence sur la Côte d'Azur / J'ai visité sa baraque sur la Côte d'Azur.
Mot mélioratif, puis, péjoratif, pour « J'ai visité sa maison sur la Côte d'Azur. »
- Un choix flexionnel particulier

Par exemple, l'emploi du conditionnel au lieu du présent de l'indicatif, pour exprimer le doute :
Sophie serait malade…
Sous-entendu : C'est ce qu'elle dit (ou : c'est ce qu'on dit), mais moi, je n'en crois rien !
- L'insertion d'un élément linguistique

Cette insertion peut consister en une interjection ou une exclamation (« hélas, pauvres de nous, etc. »), en un adverbe ou une locution adverbiale (on parlera dans ce cas d'adverbe modal, ou adverbe d'énonciation : « franchement, sincèrement, malheureusement, etc. »), en un syntagme nominal complément circonstanciel (« sans doute, selon moi, etc. »), en une proposition incise dans la proposition principale (« à dire vrai, pour parler franchement, si mes souvenirs sont exacts, à ce qu'on dit, etc. »), en une proposition subordonnée circonstancielle :
Les bandits ont hélas échappé à la police.
Il est peut-être> passé chez toi au moment où tu t'es absenté.
Il m'a dit, je crois, qu'il passerait chez toi.
Il est passé chez toi au moment où tu t'es absenté, puisque tu veux tout savoir.
- L'ajout d'une proposition principale

Cette proposition transforme la proposition initiale en une proposition subordonnée complétive :
Je crois qu'il est passé chez toi au moment où tu t'es absenté.

## Embrayeurs de la deuxième personne
Le « tu » s'identifie par le seul fait que l'énonciateur s'adresse au destinataire. La présence du destinataire se manifeste par les embrayeurs suivants.

### Marques de la deuxième personne
Les marques de la deuxième personne concernent non seulement la deuxième personne du singulier ou du pluriel, mais également toute personne ayant cette valeur, notamment, la première du pluriel lorsque « nous = je + tu » :
Alors, on est guéri ? Nous partirons demain.
Pour « Alors, vous êtes guéri ? » ; « Toi et moi partirons demain. »
- Ces embrayeurs concernent la terminaison des verbes conjugués, les pronoms personnels (« tu, te, toi, vous… ») et les possessifs, adjectifs et pronoms (« ton, tes, votre, tien… »).
- Sont également concernés de nombreux termes relationnels ou affectifs pour lesquels est sous-entendu un possessif de la deuxième personne :

Un voisin voulait te voir. Maman a téléphoné.
Pour « Un de tes voisins voulait te voir » ; « Notre maman (à toi et à moi) a téléphoné. »

### Mode impératif, phrase interrogative directe et apostrophe
Ces trois indices témoignent de la double présence de l'énonciateur et du destinataire.
Écoute. Où sont mes lunettes ? Cécile, je monte me coucher.

## Embrayeurs spatiaux
Les circonstances de lieu de l'énonciation s'apprécient par rapport au lieu où le « je » parle (ou écrit). Elles se manifestent par les embrayeurs suivants (qui peuvent être qualifiés de déictiques).

### Compléments de lieu
Il s'agit essentiellement de certains adverbes de lieu (« ici, là-bas, là-haut, céans, derrière, etc. ») et de certains syntagmes nominaux compléments circonstanciels de lieu (« à gauche, près de moi, etc. ») :
[…] Les voiles au loin, descendant vers Harfleur… (Victor Hugo)
- On peut citer aussi les présentatifs « voici » et « voilà » :

Voici ma collection de timbres. Voilà sa maison.

### Démonstratifs
Les adjectifs et pronoms démonstratifs peuvent être des représentants textuels, mais également, des véritables déictiques. Dans ce cas, ils sont souvent accompagnés d'un geste de monstration :
Parmi tous ces gâteaux, je choisis celui-ci.

### Verbes de déplacement
Il s'agit essentiellement du verbe « venir » [quand il signifie se rapprocher du lieu de l'énonciation] et des verbes « aller » et « s'en aller » [quand ils signifient quitter le lieu de l'énonciation] :
Jacques est venu m'aider.

## Embrayeurs temporels
Les circonstances de temps de l'énonciation s'apprécient par rapport au moment où le « je » parle (ou écrit). Elles se manifestent par les embrayeurs suivants.

### Compléments de temps
Il s'agit essentiellement de certains adverbes de temps (« Maintenant, hier, demain, actuellement, etc. »), et de certains syntagmes nominaux compléments circonstanciels de temps (« En ce moment, lundi prochain, le mois dernier, depuis une semaine, dans trois jours, etc. ») :

### Temps des verbes
Il s'agit essentiellement des terminaisons des verbes principaux (c'est-à-dire les verbes autres que ceux des éventuelles propositions subordonnées) : présent d'énonciation, passé composé, futur, etc. :
Je visiterai tout le sud de l'Italie.
- Lorsqu'ils sont associés à la troisième personne, les temps du récit (passé simple et imparfait de l'indicatif) ainsi que le présent de vérité générale ou le présent de narration, ne constituent pas des déictiques temporels, parce qu'ils se trouvent ainsi hors discours oral, hors plan embrayé.